# Autostrada A20 (Italia)
L'autostrada A20, lunga 183 km, collega Messina a Buonfornello, distaccandosi dall'autostrada A18 presso lo svincolo Messina Tremestieri e immettendosi senza soluzione di continuità nell'autostrada A19 presso Buonfornello. È a pedaggio e interamente gestita dal Consorzio per le Autostrade Siciliane. 
Seppur chiamata Messina-Palermo, termina a tutti gli effetti nel comune di Termini Imerese in località Buonfornello. È necessario percorrere altri 43 km dell'A19, gratuita, per raggiungere il capoluogo siciliano.

## Storia

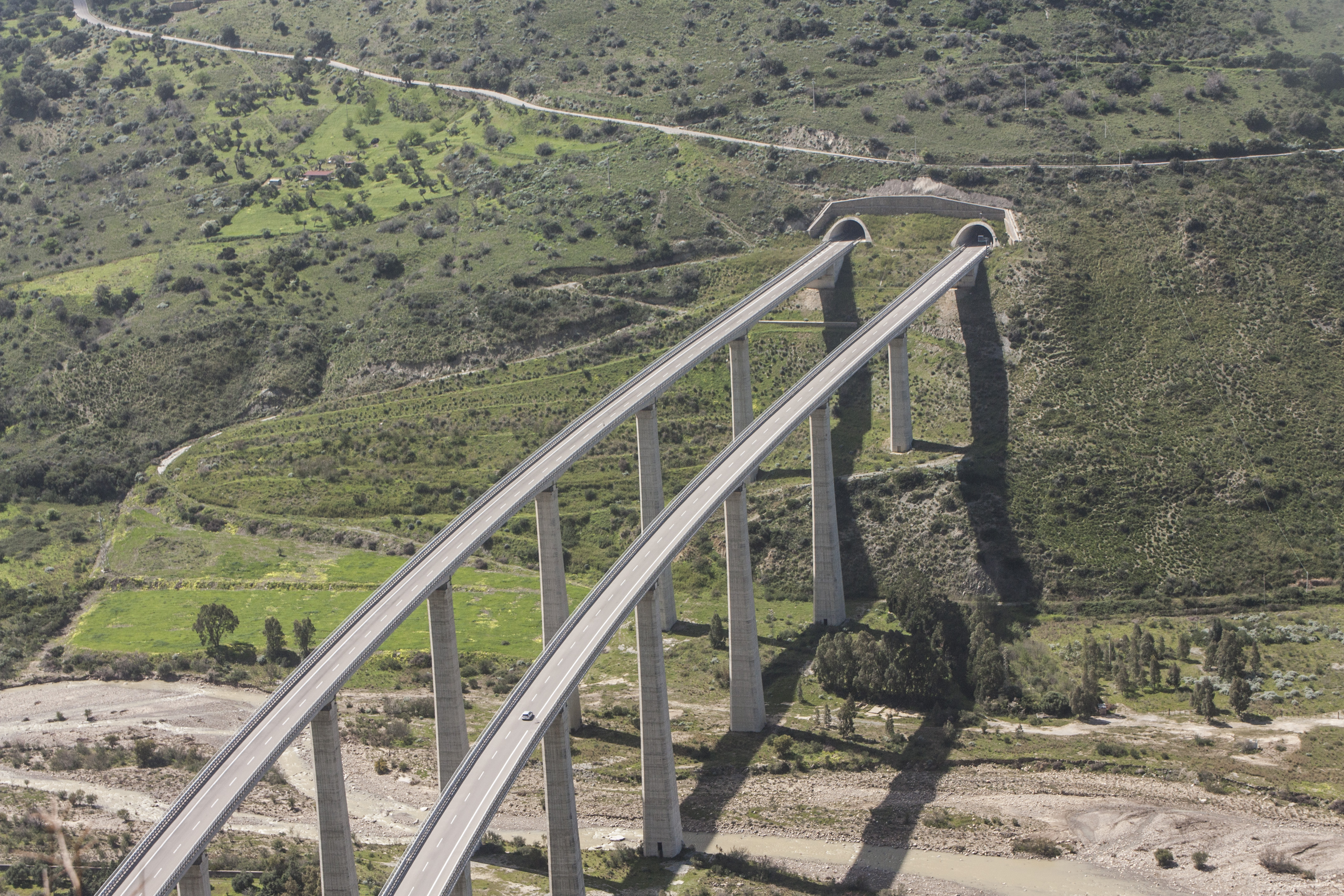
Viadotti dell'A20 sul torrente Tusa

Il 24 gennaio 1969 la Technital Spa, società di Verona, si aggiudicò l'appalto per la costruzione dei primi 12 chilometri di autostrada, all'interno del Comune di Messina, tratto che va dallo svincolo Messina Boccetta a quello di Villafranca Tirrena.
Nel 1971 vennero appaltati i successivi 13 chilometri, da Brolo a Rocca di Caprileone. Nel 1972, a poco più di tre anni dal primo bando, s'inaugura la tratta Boccetta-Villafranca Tirrena. Da quel momento tutto sembra andare per il meglio. I lavori proseguono speditamente. Ma nel 1975 la legge Bucalossi, mette un freno agli appalti e consente solo il completamento di quelli già avviati.
Nel 1977 si completa la tratta Brolo-Rocca di Caprileone, un anno dopo la Patti-Brolo di 18 chilometri. Poi i bandi di gara si fermarono per 7 anni. Le ditte portano avanti a singhiozzo i lavori assegnati prima della Bucalossi. Si teme un fermo a tempo indeterminato dei lavori.
Ma nel 1982, su intervento di alcuni senatori, il parlamento dà nuovo slancio ai lavori. Così nel 1984, il Consorzio Messina-Patti, presieduto da Vincenzo Ardizzone che fino ad allora aveva gestito la realizzazione dell'autostrada, indice nuovi appalti. Nascono nuovi problemi, contrasti fra i comuni coinvolti che chiedono accavallandosi fondi al governo di Roma, clientelismo politico delle ditte appaltatrici e anche i parlamentari regionali gelosi del loro elettorato locale intralciano una spedita conclusione dei lavori.
Nel 1988 viene aperto il tratto tra Rocca di Caprileone e Sant'Agata di Militello.
Nel 1992 viene aperto il tratto tra Sant'Agata di Militello e lo svincolo provvisorio di Furiano, appena 8 chilometri, con la barriera di Furiano, dismessa nel 2006 dopo l'apertura dell'ultimo tratto dell'autostrada rimasto, che segnava il termine dell'autostrada A20 nell'estremità est e posizionata immediatamente dopo lo svincolo di Sant'Agata di Militello in direzione di Palermo.
| Tratta                                         | Inaugurazione     |
| ---------------------------------------------- | ----------------- |
| Boccetta – Villafranca Tirrena                 | 1º giugno 1972    |
| Divieto – Rometta                              | 23 febbraio 1973  |
| Milazzo – Patti                                | 30 settembre 1973 |
| Rometta – Milazzo                              | 4 dicembre 1973   |
| Centro - Boccetta                              | 29 luglio 1974    |
| Cefalù Ovest – Buonfornello                    | 16 novembre 1974  |
| Tremestieri - Centro                           | 21 novembre 1974  |
| Cefalù Est – Cefalù Ovest                      | 15 luglio 1977    |
| Brolo - Rocca di Capri Leone                   | 23 ottobre 1977   |
| Patti - Brolo                                  | 5 agosto 1978     |
| Rocca di Capri Leone – Sant'Agata di Militello | 18 dicembre 1988  |
| Sant'Agata di Militello – Furiano              | 9 agosto 1992     |
| Castelbuono – Cefalù Est                       | 28 luglio 1998    |
| Furiano – Castelbuono                          | 21 luglio 2005    |

Anche in Sicilia, però, si diffonde Tangentopoli. La procura palermitana apre un'indagine sugli appalti per l'autostrada.
Nel mirino finisce la ditta di Filippo Salamone (fratello del magistrato bresciano Fabio), arrestato successivamente per concorso in associazione mafiosa.
I lavori vengono nuovamente interrotti. Anche i vertici del Consorzio vengono investiti dal ciclone di Mani pulite.
Solo nel 1998 riprenderanno i lavori per il tratto Cefalù-Pollina-Castelbuono.
La macchina è ripartita, i dirigenti ricominciano a firmare ma i fondi scarseggiano sempre più. Le ditte appaltatrici non sono più foraggiate e si susseguono i fallimenti.
Si apre la stagione dei contenziosi e delle revoche di appalti già assegnati.
Nel 1999 la Procura di Messina invia sei avvisi di garanzia ad alcuni amministratori locali per l'appalto dello svincolo di Messina Giostra, aggiudicato tre anni prima con un ribasso del 27% sulla base d'asta.
Nel 2001 e a soli 41 km dalla fine, il governo Capodicasa (DS) firma con il Ministero dei lavori pubblici l'accordo di programma quadro con lo stanziamento di 300 milioni di euro. I lavori possono ripartire. Per garantire maggiore sicurezza contro le infiltrazioni mafiose il CAS, firma nella Prefettura di Messina un protocollo di legalità con l'Anas, i sindacati, l'Inps e l'Inail.
Il 21 dicembre 2004, viene inaugurato l'ultimo tratto tra Castelbuono e lo svincolo provvisorio di Furiano, completo solo in direzione Messina, in presenza dell'allora Presidente del Consiglio dei ministri Silvio Berlusconi e il presidente della regione Cuffaro. A causa di ultimi lavori della galleria Piano Paradiso e del correlato tratto Tusa-Castelbuono, in direzione Palermo, l'apertura completa al traffico in entrambe le direzioni, avviene circa sei mesi dopo. Nel frattempo per percorrere il tratto da Messina a Palermo si rese necessaria l'uscita obbligatoria allo svincolo di Tusa e il rientro a quello di Castelbuono.
Il 21 luglio 2005 viene aperta al traffico, anche in direzione Palermo, la tratta di quasi 11 km tra Tusa e Castelbuono, completando così dopo 36 anni l'Autostrada A20, non per nulla soprannominata '"eterna incompiuta".
L'intera opera è costata più di 700 milioni di euro, circa 4 milioni per ogni chilometro, a cui vanno aggiunti i soldi pubblici spesi nella numerose cause per contenziosi con le ditte appaltatrici che hanno caratterizzato tutto l'iter di costruzione.

## L'autostrada oggi

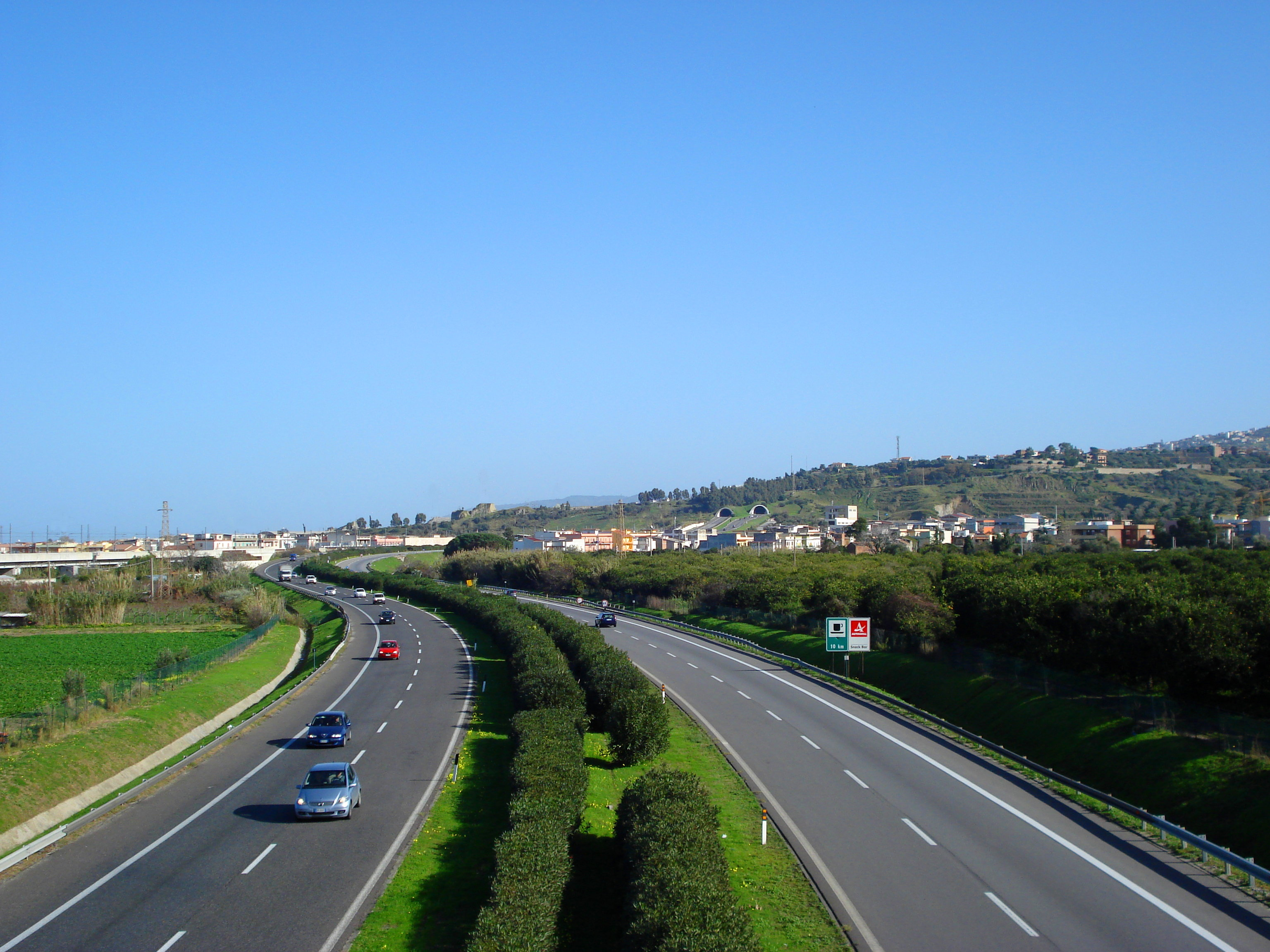
L'autostrada A20 nei pressi di Torregrotta

Per la Sicilia si tratta di un'arteria di fondamentale importanza perché collega (considerando A19 e A20) il capoluogo di Regione a Messina, necessario soprattutto per chi deve andare in Calabria o verso altre regioni. A causa dell'orografia complessa, l'autostrada ha richiesto l'adozione di ardite soluzioni di ingegneria, e tutto il tracciato, a due corsie per senso di marcia, risulta costruito a mezza costa con un susseguirsi di gallerie e viadotti.
Ha inizio nella zona sud di Messina come prosecuzione, senza soluzione di continuità, dell'autostrada A18. Il primo tratto dell'autostrada, ovvero il tratto denominato anche tangenziale di Messina, fino allo svincolo di Messina Giostra, è libero da pedaggio. Proseguendo lungo la costa tirrenica siciliana, dopo aver attraversato i monti Peloritani, il tracciato si snoda dapprima in un paesaggio collinare con scorci sul mare. Poi lo scenario diventa gradualmente pianeggiante, attraversando la valle del Niceto e l'ampia piana di Milazzo. Dopo lo svincolo di Falcone vi sono una serie di lunghe gallerie in corrispondenza di altrettanti promontori tra i monti Nebrodi. Proseguendo verso Palermo, le gallerie sono intervallate da viadotti molto alti che attraversano le strette e profonde valli tra i versanti costieri dei Monti Nebrodi e delle Madonie. L'autostrada giunge infine alla barriera di Buonfornello confluendo nella A19.
Nel 2018 l'arteria ha registrato un traffico di 21.079.609 veicoli.
In via provvisoria, oltre al pagamento del pedaggio classico con carte e contanti, in modalità di esazione dinamica è possibile pagare la suddetta autostrada soltanto con Telepass e MooneyGo. È in fase di attivazione il sistema di UnipolMove e il sistema di interoperabilità con il telepedaggio europeo a seguito di varie denunce presentate da Cittadinanzattiva e Confconsumatori Sicilia.
È inoltre l'unica autostrada in Italia ad avere un raggio molto elevato (circa 170 km) tra un'area di servizio e l'altra, in direzione Palermo, in quanto sprovvista di esse in tutto il tratto da Villafranca Tirrena (area di servizio Divieto nord) sino alla prima area di servizio utile, ovvero Caracoli nord, situata sulla A19 all'altezza di Termini Imerese.
Nel 2023 le 2 aree di servizio Tindari sud e Tindari nord, sono state chiuse a causa di un incendio, distruggendo non solo la vegetazione, ma anche l'area di servizio all'interno, le pompe di benzina e alcuni cartelli stradali.
Nel 2024 è stato inserito nei finanziamenti del Fondo Sviluppo e Coesione della Regione Siciliana la realizzazione dello svincolo di Monforte San Giorgio. Con la costruzione di quest'opera, è prevista la decongestione del traffico sulla SS113 nel tratto tra Rometta e Milazzo, anche se già in passato era stato proposto un finanziamento per tale opera, che successivamente è stato ritirato.

### Tabella percorso
| Messina - Palermo | |       |       |           |                |
| Tipo              | Indicazione                                                                                          | ↓km↓  | ↑km↑  | Provincia | Strada europea |
|                   | Messina-Catania                                                                                      | 0,0   | 183,0 | ME        |                |
|                   | Area di parcheggio                                                                                   | -     | 182,9 | ME        |                |
|                   | Messina sud - Tremestieri Orientale Sicula Porto di Tremestieri, traghetti per Villa San Giovanni    | 0,6   | 182,4 | ME        |                |
|                   | Area di servizio "Tremestieri"                                                                       | -     | 181,5 | ME        |                |
|                   | Messina - San Filippo                                                                                | 3,8   | 179,2 | ME        |                |
|                   | Messina - Gazzi                                                                                      | 5,1   | 177,9 | ME        |                |
|                   | Messina centro Porto di Messina, traghetti per Villa San Giovanni                                    | 7,0   | 176,0 | ME        |                |
|                   | Messina - Boccetta Rada San Francesco, traghetti per Villa San Giovanni                              | 9,0   | 174,0 | ME        |                |
|                   | Area di parcheggio "Trapani"                                                                         | 10,1  | -     | ME        |                |
|                   | Messina - Giostra Rada San Francesco, traghetti per Villa San Giovanni                               | 11,2  | 171,0 | ME        |                |
|                   | Area di parcheggio "Salici"                                                                          | -     | 166,8 | ME        |                |
|                   | Barriera Messina nord                                                                                | 20,5  | 162,5 | ME        |                |
|                   | Villafranca Tirrena (solo uscita direzione Palermo, entrata direzione Messina) Settentrionale Sicula | 20,5  | 162,5 | ME        |                |
|                   | Area di servizio "Divieto"                                                                           | 22,0  | 161,0 | ME        |                |
|                   | Rometta Settentrionale Sicula                                                                        | 24,0  | 159,0 | ME        |                |
|                   | Area di parcheggio "Ronetto"                                                                         | 26,8  | -     | ME        |                |
|                   | Monforte San Giorgio (in progetto)                                                                   | -     | -     | ME        |                |
|                   | Milazzo - Isole Eolie Settentrionale Sicula                                                          | 38,0  | 145,0 | ME        |                |
|                   | Area di servizio "Olivarella"                                                                        | -     | 143,0 | ME        |                |
|                   | Barcellona Pozzo di Gotto Settentrionale Sicula                                                      | 46,6  | 136,4 | ME        |                |
|                   | Area di parcheggio "Bazia"                                                                           | 54,3  | 128,7 | ME        |                |
|                   | Falcone Settentrionale Sicula                                                                        | 58,2  | 124,8 | ME        |                |
|                   | Area di servizio "Tindari" Chiusa definitivamente                                                    |       | -     | ME        |                |
|                   | Patti                                                                                                | 66,7  | 116,3 | ME        |                |
|                   | Area di parcheggio "Praia"                                                                           | -     | 114,3 | ME        |                |
|                   | Area di parcheggio "Cicero"                                                                          | 72,1  | -     | ME        |                |
|                   | Area di parcheggio "Sant'Angelo di Brolo"                                                            | 81,0  | -     | ME        |                |
|                   | Brolo - Capo d'Orlando est                                                                           | 84,1  | 98,9  | ME        |                |
|                   | Area di parcheggio "San Gregorio"                                                                    | 89,5  | 93,5  | ME        |                |
|                   | Rocca di Capri Leone - Capo d'Orlando ovest                                                          | 97,4  | 85,6  | ME        |                |
|                   | Sant'Agata di Militello                                                                              | 107,1 | 75,9  | ME        |                |
|                   | Area di servizio "Acquedolci"                                                                        | -     | 74,0  | ME        |                |
|                   | Area di parcheggio                                                                                   | -     | ?     | ME        |                |
|                   | Area di parcheggio                                                                                   | ?     | -     | ME        |                |
|                   | Reitano - Santo Stefano di Camastra Centrale Sicula                                                  | 134,4 | 48,5  | ME        |                |
|                   | Area di parcheggio                                                                                   | 134,4 | 48,5  | ME        |                |
|                   | Tusa Settentrionale Sicula                                                                           | 145,0 | 40,4  | ME        |                |
|                   | Area di parcheggio                                                                                   | ?     | ?     | PA        |                |
|                   | Castelbuono - Pollina di Castelbuono                                                                 | 153,6 | 29,4  | PA        |                |
|                   | Area di parcheggio                                                                                   | ?     | -     | PA        |                |
|                   | Area di parcheggio "Santa Lucia"                                                                     | -     | 16,7  | PA        |                |
|                   | Cefalù Settentrionale Sicula                                                                         | 166,8 | 16,2  | PA        |                |
|                   | Area di parcheggio "Campofelice"                                                                     | 178,8 | 4,2   | PA        |                |
|                   | Barriera Buonfornello                                                                                | 181,8 | 1,2   | PA        |                |
|                   | Palermo-Catania                                                                                      | 183,0 | 0,0   | PA        |                |

## Opere principali
- 282 viadotti, con campate variabili da un minimo di 19 metri a un massimo di 1.101 metri;
- 124 gallerie naturali (per complessivi 112,408 km);
- 31 gallerie artificiali (per complessivi 5,720 km)

Il 31 luglio 2017 è stato chiuso al traffico un tratto della A20, sul Viadotto Ritiro, (dal Km 11, 200 alla Galleria Baglio, in direzione di Palermo) con deviazione del traffico autostradale sulla nuova rampa di uscita di Messina - Giostra e sulla rampa in entrata dello stesso svincolo (aperta il 16 maggio 2013).